# Пимоненко, Николай Корнильевич
Никола́й Корни́льевич Пимоне́нко (укр. Микола Корнилович Пимоненко; рус. дореф. Николай Корниліевичъ Пимоненко; 9 (21) марта 1862, Киев, Киевская губерния, Российская империя — 26 марта (8 апреля) 1912, там же) — русский и украинский жанровый живописец, академик Императорской Санкт-Петербургской Академии художеств, член Товарищества передвижных художественных выставок.

## Биография

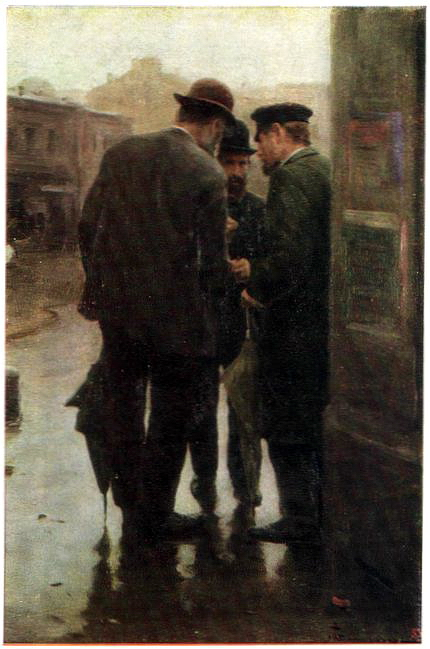
«Беседа», (ранее 1912), холст, масло — Костромской государственный историко-архитектурный и художественный музей-заповедник.

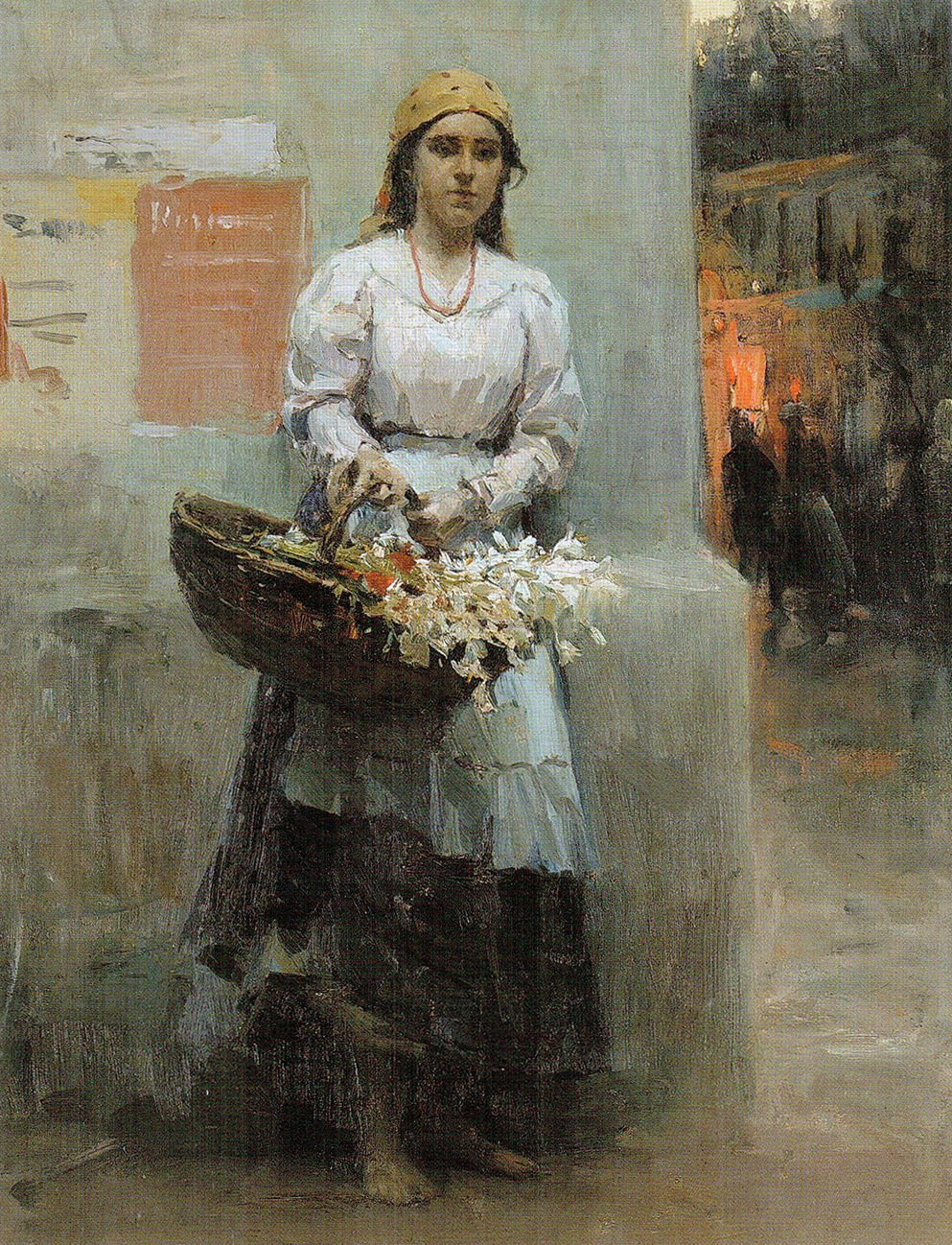
«Цветочница», (1908), холст, масло — Национальный художественный музей Украины.

Николай Пимоненко родился 9 (21) марта 1862 года в пригороде Киева — Приорке, в семье мещанина, резчика по дереву, хозяина иконописной мастерской Корнилия Даниловича Пимоненко. Обучался иконописи в иконописной школе при Киево-Печерской лавре, где в 1876 году был замечен Николаем Мурашко, основателем и директором Киевской рисовальной школы.
Мурашко, оценив несомненный талант мальчика, уговорил содержавшего Киевскую рисовальную школу мецената Н. И. Терещенко, принять Пимоненко в школу бесплатно. Обучался в классе у Иосифа-Казимира Будкевича и Харитона Платонова. В 1880 году, на второй год учёбы, Пимоненко признан лучшим учеником и зачислен в штат школы репетитором. В 1882 году выпустился из школы с присвоением звания учителя рисования.
Осенью 1882 года Николай Пимоненко сдал экзамены и поступил в Императорскую Академию художеств вольнослушателем. Пимоненко учился в мастерской Владимира Орловского, на дочери которого впоследствии женился. Был награждён двумя малыми и одной большой серебряной медалью Академии «За успех в рисовании».
В 1884 году из-за плохого здоровья и по настоянию врачей Пимоненко покинул Академию и, вернувшись в Киев, поступил на должность старшего преподавателя Киевской рисовальной школы, где преподавал вплоть до 1901 года, когда школа прекратила существование.
Принял участие в организации Киевского художественного училища, находившегося в ведении Императорской Академии художеств. Статский советник, с 1900 года и до конца жизни преподавал графику в Киевском политехническом институте императора Александра II.
В 1885—1887 годах в творчестве Николая Корниловича прослеживался настойчивый поиск своей темы и способов её писать. В это время на академических выставках появились его картины «После аукциона», «На каникулах» и другие. А уже с конца 1880-х годов первоочередной темой его творчества стало изображение жизни украинского села. Большой успех имела его картина «Святочное гадание», которая экспонировалась на академической выставке в 1888 году. Художественная критика высоко оценила это полотно.
В 1891 году за выставленные на академической выставке картины «Свадьба в Киевской губернии» и «Утро Христова Воскресения» Н. К. Пимоненко получил звание почётного вольного общника Императорской Академии художеств.
1 января 1897 года за образы Святого Николая и Святой Александры в Киевском соборе Святого Владимира Н. К. Пимоненко был награждён императором орденом Святой Анны III степени.
С 1899 года входил в Товарищество передвижных художественных выставок, Товарищество южнорусских художников, Общества мюнхенских художников и Парижского интернационального союза искусства и литературы. Картина Н. К. Пимоненко «До дому» послужила причиной скандала в среде Передвижников. Картина без разрешения художника стала прототипом водочной этикетки «Спотыкач», выпускаемой водочным фабрикантом Шустовым. Передвижники написали гневное письмо Пимоненко, обвинив его в продажности. Художник был вынужден подать в суд на фабриканта с требованием изъять из продажи «Спотыкач», а этикетку уничтожить.
Пимоненко участвовал в международных выставках в Берлине, Париже, Лондоне и Мюнхене. В 1909 году за картину «Гопак» Пимоненко был удостоен золотой медали Салона де Пари Общества французских художников. Картина, имевшая большой успех, была приобретена Лувром.
В 1904 году Советом Императорской Академии художеств Н. К. Пимоненко было присвоено почётное звание Академика живописи «за известность на художественном поприще».
После тяжёлой болезни 26 марта 1912 года Николай Пимоненко скончался. Похоронен на Лукьяновском кладбище в Киеве.

## Оценки и признание
В 1913 году в Императорской Академии художеств состоялась посмертная выставка художника, на которой экспонировалось 184 картины, 419 этюдов и 112 рисунков карандашом.
В 2006 году был поставлен «абсолютный мировой рекорд продаж художника Пимоненко» — полотно «Продавщица холста», (1901), было продано с аукциона за 160 тысяч долларов США.
Академик живописи Николай Корнильевич Пимоненко 1910 год Архивная копия от 27 апреля 2017 на Wayback Machine
Академик живописи Николай Корнильевич Пимоненко 1910 год Архивная копия от 27 апреля 2017 на Wayback Machine

## Музеи и памятные места
- В 1952 году на доме № 28 по улице Гоголевской в Киеве (бывшая усадьба В. Д. Орловского), где с 1883 по 1912 год жил и работал художник, была установлена мраморная мемориальная доска, архитектор М. М. Говденко[18].
- В 1959 году именем Николая Пимоненко была названа одна из улиц в Шевченковском районе Киева (бывшая Монастырская улица)[18].
- В 1997 году в селе Малютянка Киево-Святошинского района Киевской области был открыт музей Н. К. Пимоненко (филиал Боярского краеведческого музея), построенный силами жителей села[19].

## Галерея

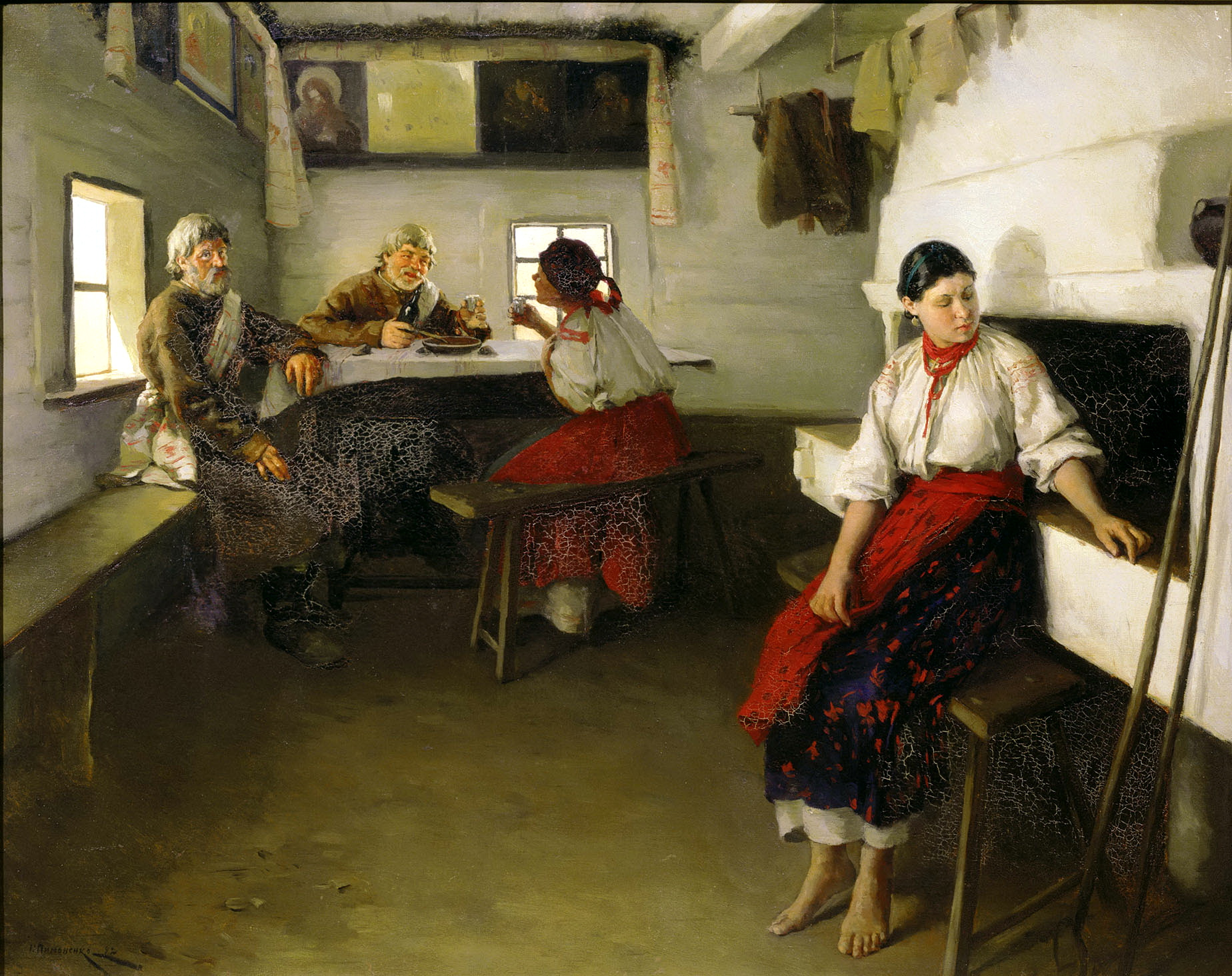
Сваты[20] (1882)
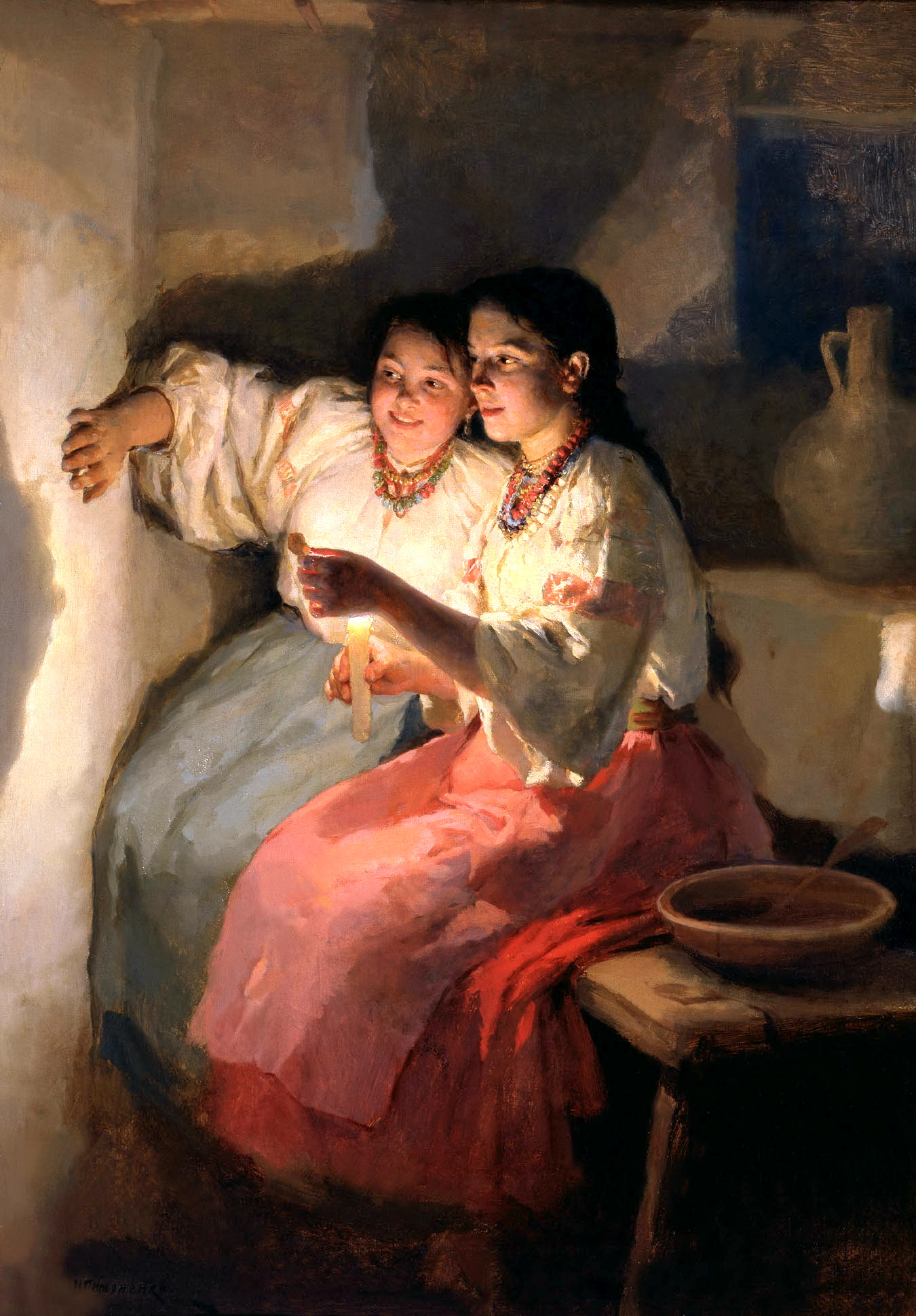
Святочное гадание[21] (1888)
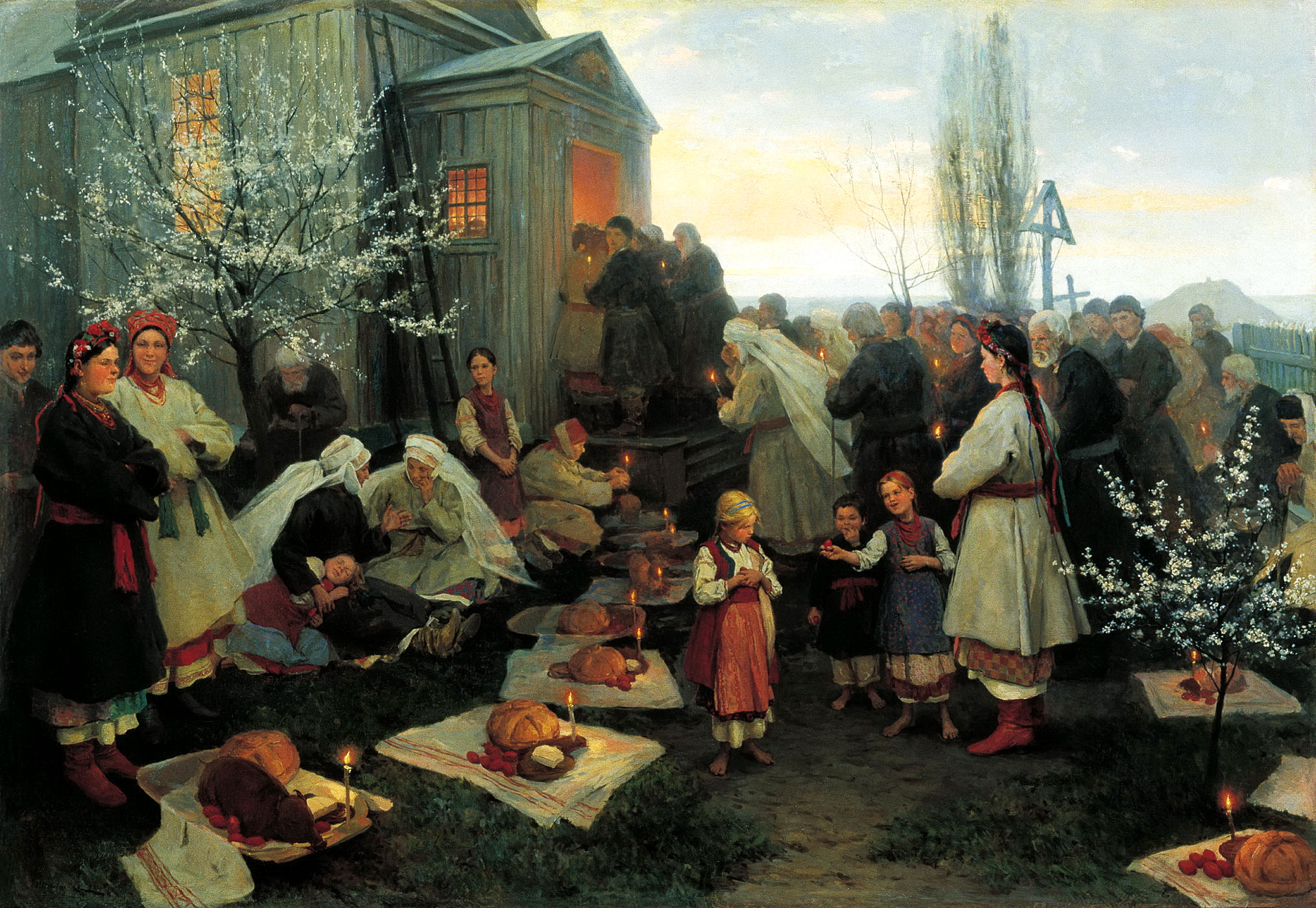
Пасхальная заутреня (Утро Христового Воскресенья)[22] (1891)
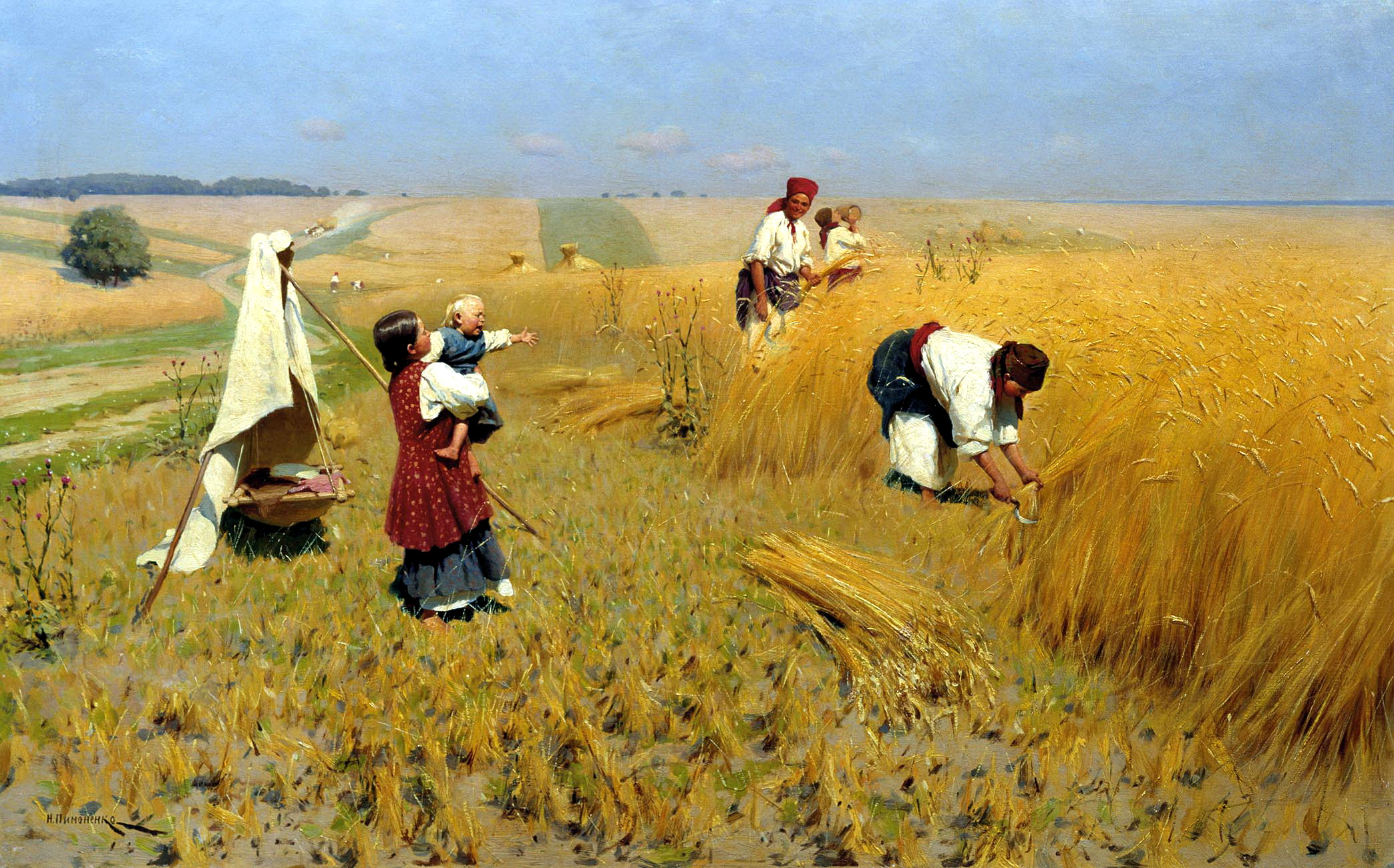
Жатва на Украине[23] (1896)
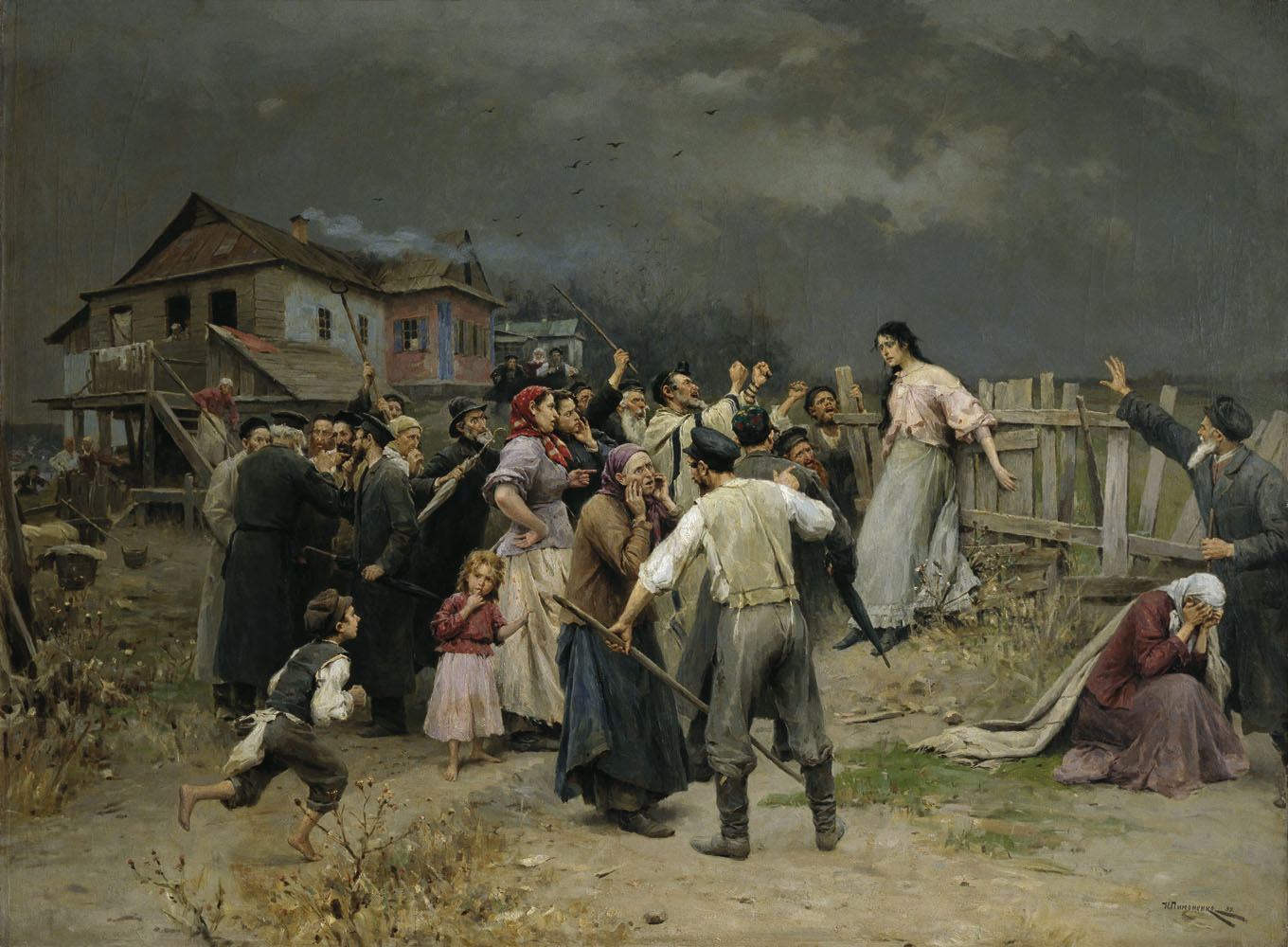
Жертва фанатизма[24] (1898)
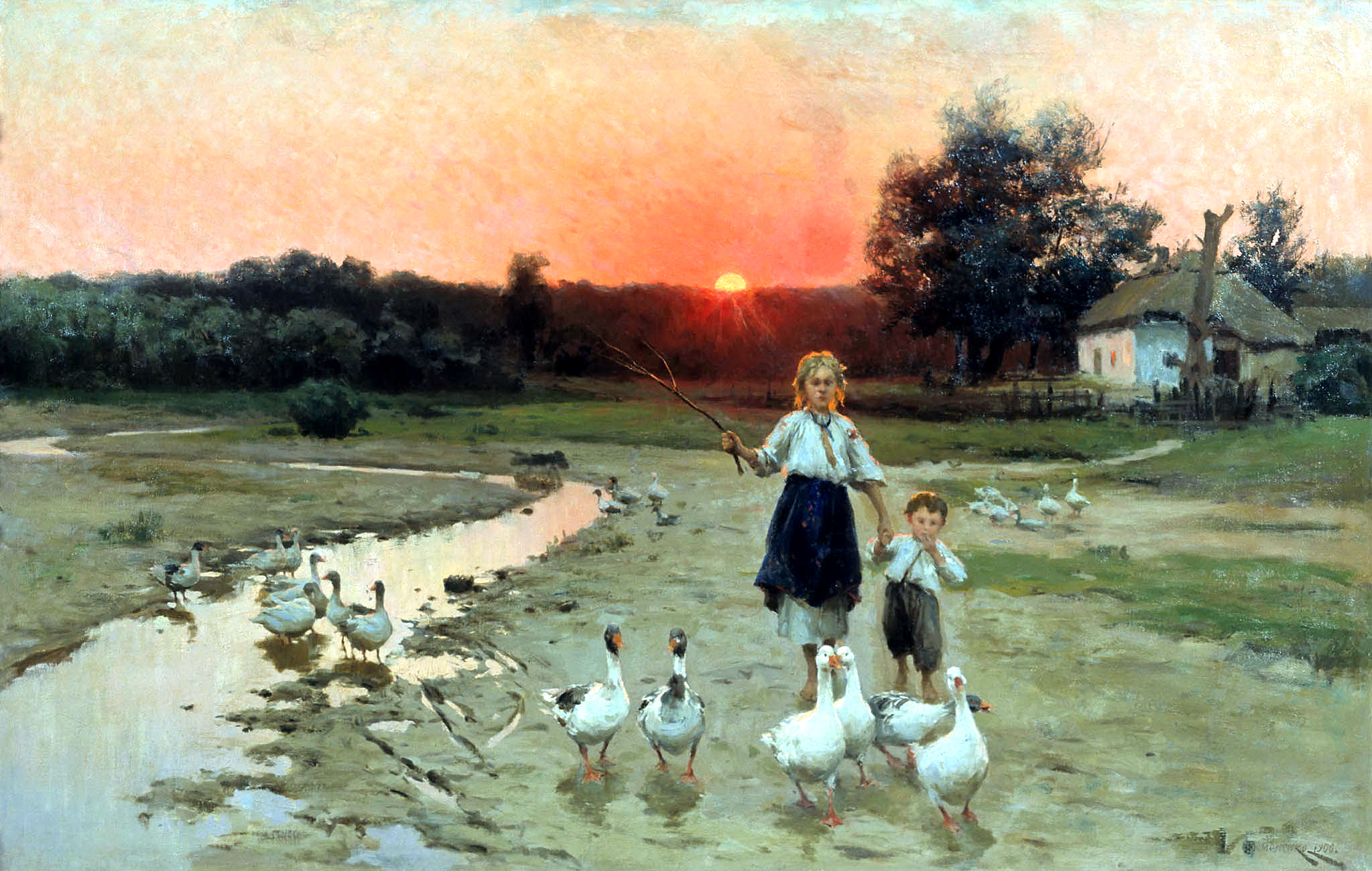
Вечереет[22] (1900)
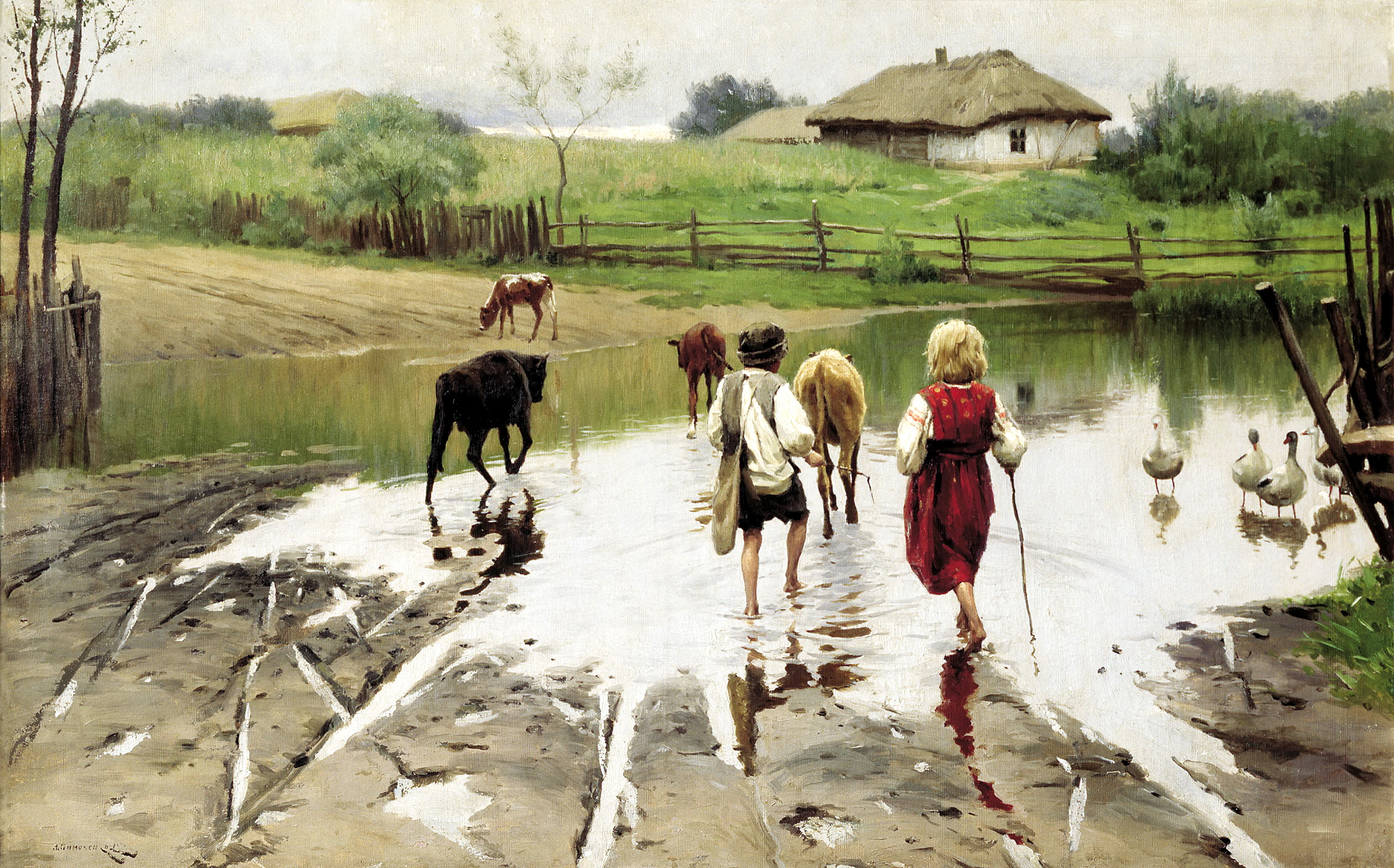
Брод[25] (1901)
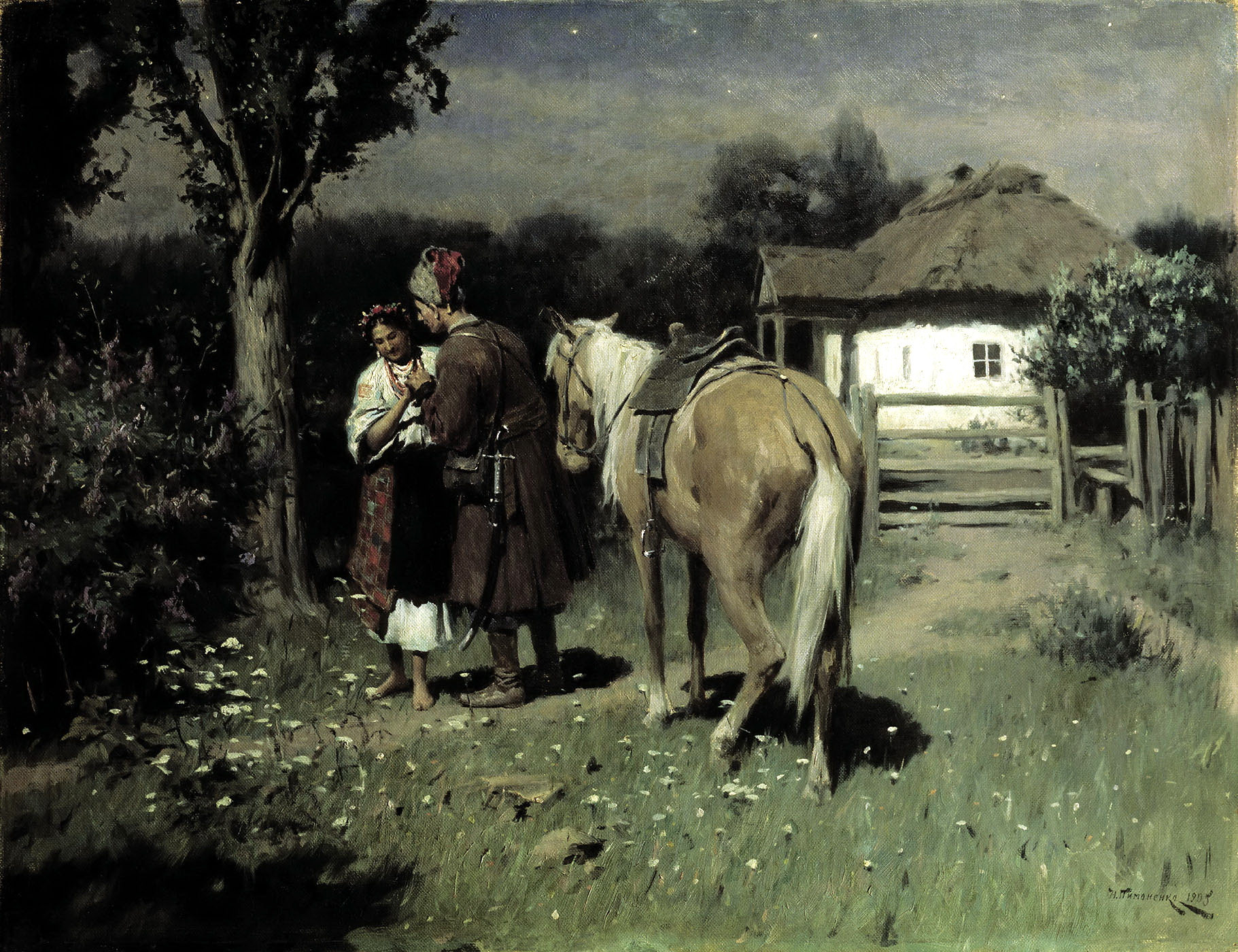
Украинская ночь. Свидание[26] (1905)
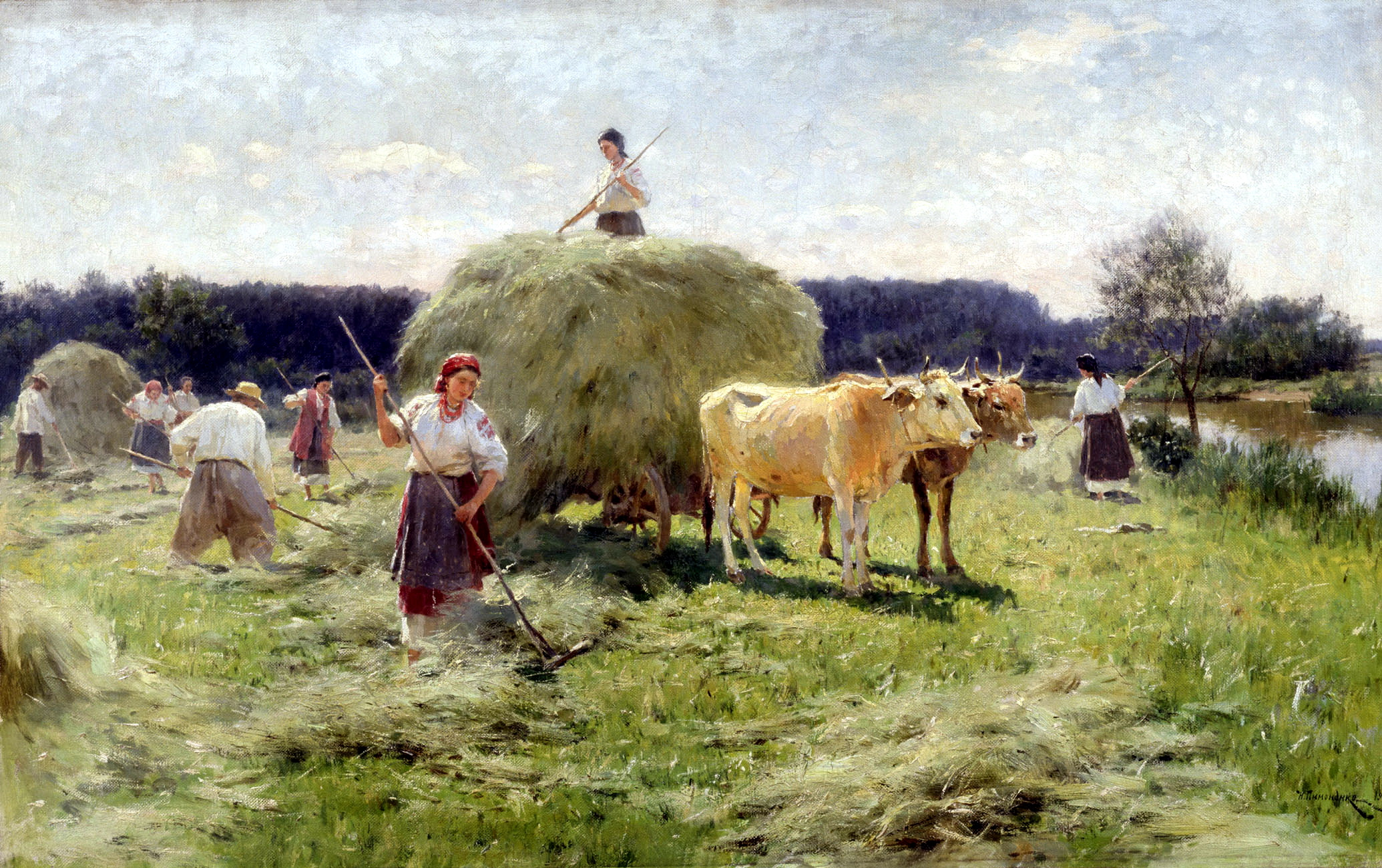
Сенокос[24] (ранее 1912)
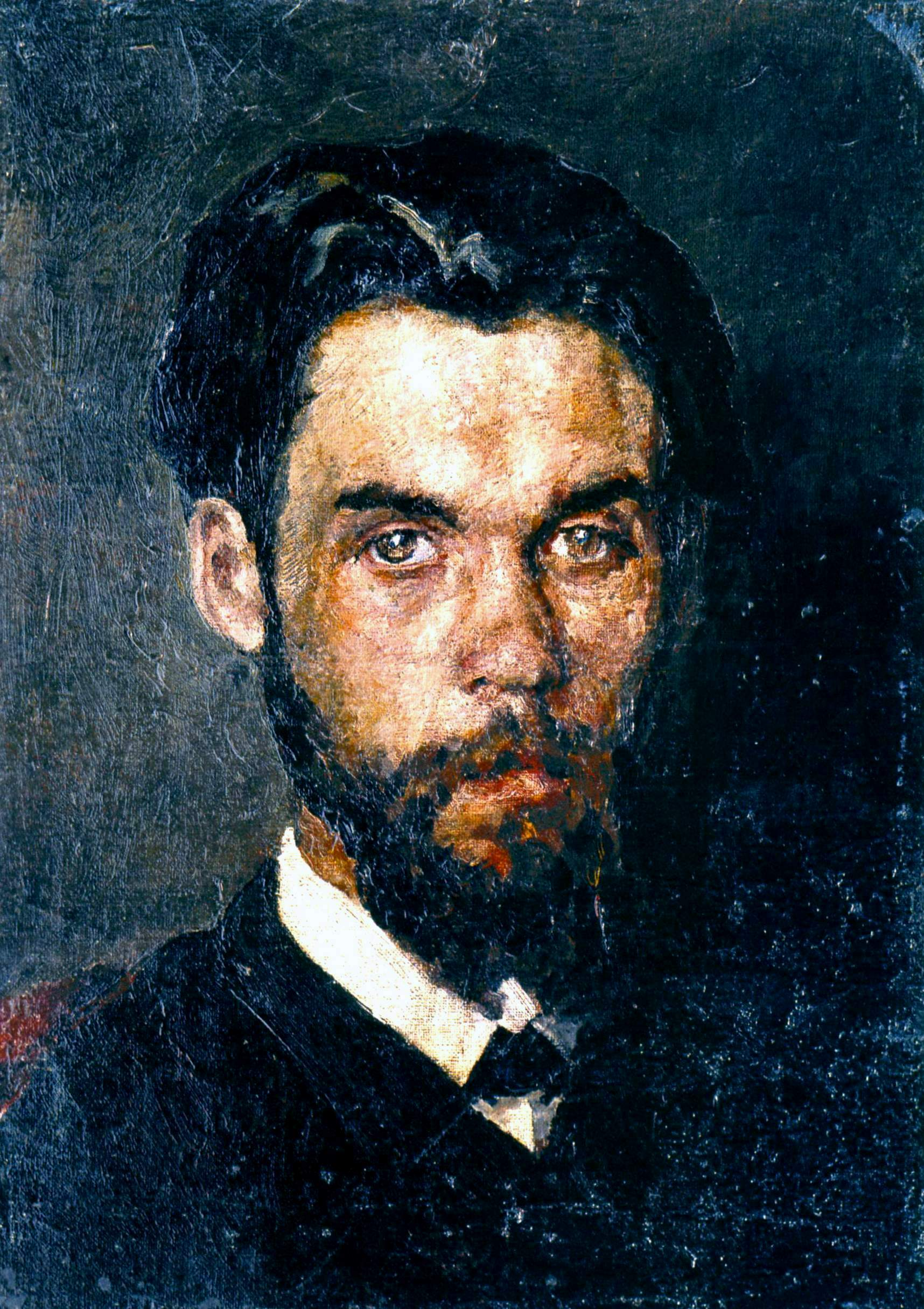
Автопортрет[27] (ранее 1912)